# Adoração dos Reis Magos (Gentile da Fabriano)
A Adoração dos Reis Magos é uma pintura do pintor italiano Gentile da Fabriano. A obra, alojada na Galeria Uffizi, em Florença, Itália, é considerada a sua melhor obra, e foi descrita como "a obra culminante da pintura gótica internacional".
A Adoração dos Reis Magos (do título da seção em latim da Vulgata, A Magis adoratur) é o nome tradicionalmente dado ao tema cristão parte da Natividade, no qual os três reis magos, representados como reis vindos do oriente, tendo encontrado Jesus ao seguir a estrela de Belém, colocam aos pés do Menino Jesus presentes de ouro, incenso e mirra. Eles também o adoram como "rei dos judeus". Este evento foi relatado em Mateus 2:11.
A obra de arte foi encomendada pela famosa banqueira Palla Strozzi e incorpora muitos elementos notáveis. A escolha de materiais, incluindo as cores vibrantes, folha de ouro e prata usados na pintura, cria um efeito brilhante e atraente.
Técnicas como iluminação, profundidade e tridimensionalidade são predominantes na obra e eram inéditas para a época. A moldura, juntamente com a pintura, é uma obra de arte em si, especificamente por causa dos intrincados projetos arquitetônicos góticos e ornamentais incorporados a ela.